# Ueno állatkerti függővasút
Az Ueno állatkerti függővasút (東京都交通局上野懸垂線, Tōkyō-to Kōtsū-kyoku Ueno Kensui-sen) egy 0,3 km hosszúságú függővasútvonal volt, amit a Tokiói Fővárosi Közlekedési Hivatal az Ueno Állatkertben üzemeltetett Japánban, Tokió Taitó kerületében.

## Leírása
Az ország legelső egysínű vasútja volt, a pálya 600 volt egyenárammal volt villamosítva, kétvágányú és két állomása volt. A német Wuppertali függővasút mintájára készült, de gumikerekes kivitelben.

## Története
A vonal 1958. december 17-én kezdte meg működését, amit 2001 és 2002 között felfüggesztettek átépítés miatt. 2019. október 31-én felfüggesztették a működését, 2023. december 23-án pedig véglegesen leállították.

## Nyitva tartása
A függővasút az állatkert nyitvatartása alatt üzemelt 9.40 és 16.30 között, a szerelvények hétpercenként közlekedtek. A 90 másodperces utazás díja: 90 ¥ volt.

## Lásd még
- Japán egysínű vasútjainak listája